# 芸術新潮
芸術新潮（げいじゅつしんちょう）は、新潮社が発行している月刊誌。創刊は昭和25年（1950年）1月号で当初は四六判で〈藝術新潮〉と表記していた。1981年1月号より「芸術新潮」表記になった。
創刊から長らくは、海外渡航が大きく制約された時代でもあったので、海外の美術動向紹介や美術評論が多かった。写真図版の印刷技術の発展に伴い、図版を多くした。1960年代前半に現在の判型になった。啓蒙的な美術評論から展覧会とのタイアップ特集、作家特集が多くなった。1980年代から1990年代にかけ、読者層・編集サイドともに女性が主となった。
近年は、『フィレンチェ』、『ローマ』、『パリ』、『プラド美術館』、『北京』、『故宮博物院』、『鎌倉』等のガイドブック的な総特集を多く行っている。特集記事の多くを改訂し、同社の写真図版シリーズ〈とんぼの本〉で刊行している。
2014年5月号より、ロゴやレイアウトなど誌面が25年ぶりに一新された。

## 関連人物
| - 小林秀雄 - 創刊時に「ゴッホの手紙」を連載 - 青山二郎 - 矢代幸雄 - 川端康成 - 河上徹太郎 - 保田與重郎 - 「日本の美術史」を連載 - イサム・ノグチ - 細川護立 - 東山魁夷 - 土方定一 - ※以下は常連執筆者の一部 - 小山富士夫 - 「骨董百話」を長期連載 - 白洲正子 - 追悼総特集号もある。創刊記念600号 - 洲之内徹 - 「気まぐれ美術館」を長期連載 - 五味康祐 - 「西方の音」を長期連載 - 尾崎喜八 - 「音楽と求道」を連載 - 岡本太郎 - 瀧口修造 - 青柳瑞穂 - 土門拳 - 河北倫明 | - 井上靖 - 吉田秀和 - 宗左近 - 粟津則雄 - 安東次男 - 瀬木慎一 - 梅原猛 - 中原佑介 - 立原正秋 - 中山公男 - 高階秀爾 - 芳賀徹 - 辻惟雄 - 河野元昭 - 酒井忠康 - 斎藤十一 - 創刊時の編集幹部 - 松家仁之 - 元編集長。 - 高山れおな - 現役編集部員。 - 山崎省三 - 元編集長『回想の芸術家たち 「芸術新潮」と歩んだ四十年から』（冬花社、2005年） |